# 김민영의 민영방송
김민영의 민영방송은 JTV MAGIC FM의 퇴근길 종합정보프로그램으로 다양한 연령층의 청취자들과 함께 시사, 경제, 문화, 스포츠계의 다양한 정보를 전하고, 음악으로 서로 소통해 본다. 2024년 4월 1일부터 2025년 1월 4일까지 9개월간 방송했다.

## 진행자
- 김민영 아나운서

## 주파수
- 전주, 익산, 군산, 김제, 남원, 정읍, 순창, 고창, 무주, 부안, 완주, 임실, 장수, 진안 - 90.1 Mhz